# Prawo kontrapozycji
Uzasadnienie:  bliska tematyka przy małych objętościach, przykład innych wersji językowych
Prawo kontrapozycji, prawo transpozycji – prawo rachunku zdań (tautologia) mówiące o równoważności dwóch rodzajów implikacji:
{\displaystyle (p\Rightarrow q)\iff (\neg q\Rightarrow \neg p).}
Są one nazywane odpowiednio implikacją prostą oraz przeciwstawną. Czasem prawo transpozycji definiuje się nieco inaczej, nazywając tak każdą z czterech blisko związanych implikacji. Oprócz dwóch tworzących powyższą równoważność wyróżnia się też dwie inne:
{\displaystyle (p\Rightarrow \neg q)\Rightarrow (q\Rightarrow \neg p),}
{\displaystyle (\neg p\Rightarrow q)\Rightarrow (\neg q\Rightarrow p).}
Kontrapozycja to podstawa reguły wnioskowania modus tollens, na przykład dowodów nie wprost. Jest przedstawiana na kwadracie logicznym przez przekątne. Była znana już w IV wieku p.n.e. – pojawia się w pismach Arystotelesa. Łacińska nazwa, na której opiera się ta polska, powstała najpóźniej w VI wieku – używa jej Boecjusz.

## Dowody
- Implikację {\displaystyle (p\Rightarrow q)} można poddać kolejno przekształceniom[potrzebny przypis]:

| {\displaystyle \neg p\lor q}             | (eliminacja implikacji),    |
| {\displaystyle \neg p\lor \neg \neg q}   | (podwójne zaprzeczenie),    |
| {\displaystyle \neg \neg q\lor \neg p}   | (przemienność alternatywy), |
| {\displaystyle \neg q\Rightarrow \neg p} | (eliminacja implikacji). ∎  |

- Reguły tej można też dowodzić tak jak innych tautologii klasycznego rachunku zdań, odwołując się do matryc logicznych – niezależnie od wartości obu zmiennych wynikiem działania jest prawda[6][15].

- Istnieją również dowody aksjomatyczne[16].

## Przykłady użycia
Matematyka

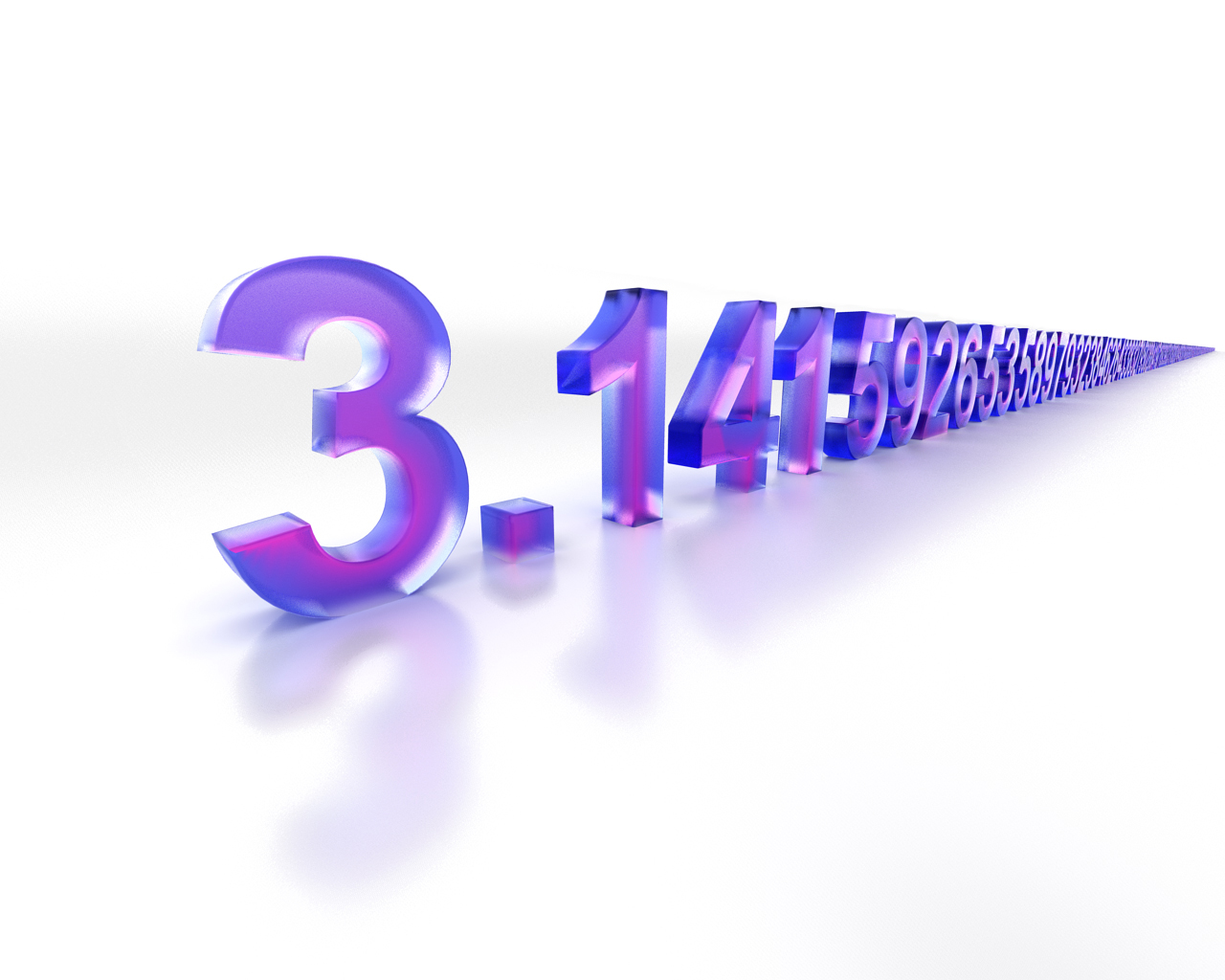
Liczby niewymierne takie jak pi (π) tworzą ułamki dziesiętne nieokresowe. Wynika to z faktu, że każdy okresowy ułamek dziesiętny oznacza liczbę wymierną.

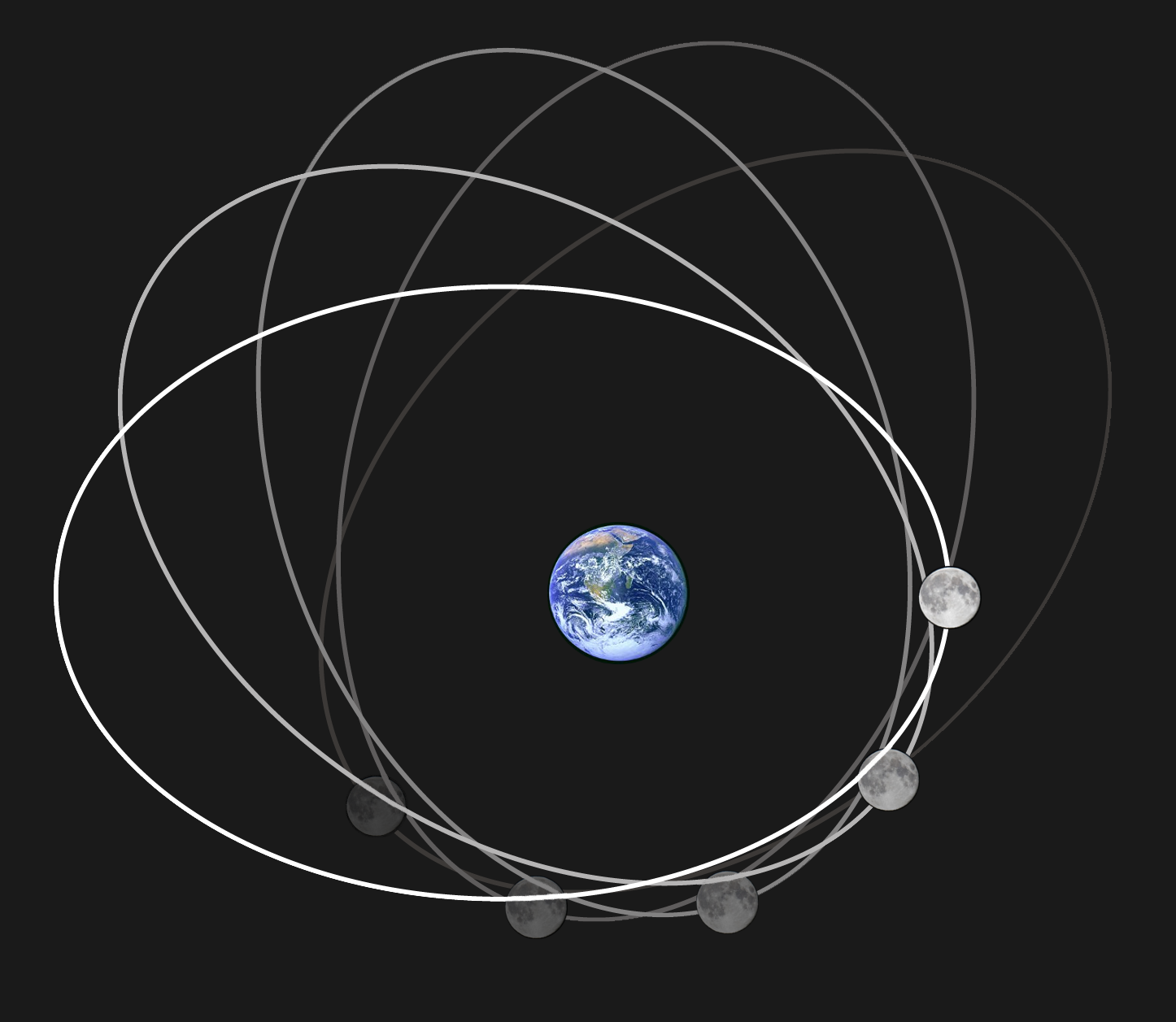
Ruch Księżyca wokół Ziemi nie jest prostoliniowy. Z pierwszej zasady dynamiki wynika, że musi za tym stać jakaś siła; jest nią grawitacja.

- Jeśli jakaś liczba rzeczywista jest opisywana ułamkiem dziesiętnym okresowym, to jest wymierna. Oznacza to, że liczby niewymierne mają rozwinięcie dziesiętne nieokresowe.
- Brak właściwych dzielników zera w jakimś zbiorze, np. wśród liczb rzeczywistych, można wyrażać dwojako[a]:
{\displaystyle ab=0\Rightarrow (a=0\vee b=0),}
{\displaystyle (a\neq 0\land b\neq 0)\Rightarrow ab\neq 0.}
- Istnieją dwie równoważne definicje funkcji różnowartościowej (iniekcji);
- istnieją dwie równoważne definicje liniowej niezależności układu wektorów;
- warunek konieczny sumowalności szeregu to zbieżność jego elementów do zera. Oznacza to, że jeśli jakiś ciąg nie zbiega do zera, to odpowiedni szereg jest rozbieżny. Przykładem jest szereg Grandiego;
- twierdzenie Fermata o zerowaniu się pochodnej można wyrazić przez kontrapozycję: jeśli w jakimś punkcie dziedziny funkcji istnieje niezerowa pochodna, to funkcja nie ma tam ekstremum.

Fizyka
- Pierwszą zasadę dynamiki można formułować dwojako; tej najczęstszej postaci równoważna jest inna[17]: jeśli ciało nie porusza się ruchem jednostajnym prostoliniowym ani nie spoczywa, to działa na nie wypadkowa siła:
{\displaystyle {\frac {\mathrm {d} {\vec {v}}}{\mathrm {d} t}}\neq {\vec {0}}\Rightarrow {\vec {F}}_{w}\neq {\vec {0}};}

Filozofia
- Paradoks czarnego kruka (paradoks Hempla) mówi, że implikacje można weryfikować przez weryfikację ich kontrapozycji, co przeczy intuicyjnemu rozumieniu weryfikacji i podważa wartość tego typu procedur.
- Kontrapozycja bywa używana w ontologicznych argumentach za wiarą w Boga[18][19].

## Inne znaczenie terminu
Czasem powyższa reguła jest znana jako transpozycja zwykła lub prosta; wtedy wyróżnia się też prawa transpozycji złożonej:
{\displaystyle ((p\land q)\Rightarrow r)\iff ((p\land \neg r)\Rightarrow \neg q).}